# Нестеров, Юрий Игоревич
Юрий Игоревич Нестеров (24 марта 1967, Ленинград) — советский гандболист, серебряный призёр чемпионата мира, олимпийский чемпион. Заслуженный мастер спорта СССР (1988). Выступал за команду «Нева» и ряд испанских клубов. Воспитанник В. Е. Шлюса. Директор СДЮСШОР Кировского района Санкт-Петербурга. Включён в Зал славы НГУ имени П. Ф. Лесгафта.

## Достижения
- Олимпийский чемпион 1988 (6 игр, 10 мячей)
- Серебряный призёр ЧМ 1990.
- Медаль «За трудовое отличие».